# Гира, Альдо
Альдо Гира (итал. Aldo Ghira, 4 апреля 1920, Триест, Королевство Италия — 13 июля 1991, Рим, Италия) — итальянский ватерполист и пловец. Олимпийский чемпион 1948 года, чемпион Европы 1947 года.

## Биография
Альдо Гира родился 4 апреля 1920 года в итальянском городе Триест.
Первоначально занимался плаванием. В 1937 году выиграл две золотых медали чемпионата Италии в эстафетах 4х200 метров вольным стилем и 3х100 метров комплексным плаванием. В 1940 году стал чемпионом страны на дистанции 200 метров брассом.
Впоследствии переключился на водное поло, играл за «Лацио» из Рима.
В 1947 году в составе сборной Италии завоевал золотую медаль чемпионата Европы в Монте-Карло.
В 1948 году вошёл в состав сборной Италии по водному поло на летних Олимпийских играх в Лондоне и завоевал золотую медаль. Провёл 8 матчей, забил 19 мячей (по четыре в ворота сборных Египта и Австрии, по три — Бельгии и Югославии, по два — Франции и Венгрии, один — Нидерландам).
По окончании спортивной карьеры работал строительным подрядчиком в Риме.
Умер 13 июля 1991 года в Риме.

## Семья
Сын Альдо Гиры Андреа Гира (1953—1994) с 16-летнего возраста имел проблемы с правосудием. В сентябре 1975 года оказался в центре нашумевшей в Италии криминальной истории: вместе с двумя другими молодыми людьми на приморской вилле после изнасилований и пыток убил одну девушку и тяжело ранил другую. Это преступление называли Il Massacro del Circeo («Резня в Чирчео»).